# オクサナ・マスターズ
オクサナ・マスターズ（Oksana Masters、1989年6月19日 - ）は、アメリカのパラスポーツ選手。競技はボート（ローイング）、パラサイクリング、クロスカントリースキー、バイアスロンの4種で、パラリンピックには夏季大会、冬季大会の両方に出場している。

## 経歴

### 生い立ち
1989年6月19日、ウクライナ・ソビエト社会主義共和国（現・ウクライナ）のフメリニツキーで先天性欠損症の状態で生まれる。両脚には脛骨がなく指が6本ずつついており左脚は右脚より6インチ（約15センチメートル）短かった。また、両手が奇形で、腎臓が一つしかなく、胃の一部と右の上腕二頭筋も欠損していた。これらは1986年に発生したチェルノブイリ原発事故による放射線被害が原因ではないかともいわれているが特定はされていない。生みの親が出産後に引き取らなかったため、孤児院3か所を転々とすることになる。
1996年の7歳の時、国際養子縁組制度を用いて養母となったアメリカ人研究者のゲイ・マスターズに連れられてアメリカへ移住する。その後、成長に伴って脚の状態が悪化し痛みが増したことから、9歳の時に左脚を、14歳の時に右脚を切断する手術を行う。また、両手の再建手術も複数回行われた。

### ボート選手として
右脚を切断する前の13歳の時、スポーツを勧められてボート競技を体験し興味を持つようになる。その後切断手術を行い約半年の入院生活を経てもなおボート競技への意欲は衰えず、所属する競技団体の監督からパラリンピックを目標にしようと伝えられる。

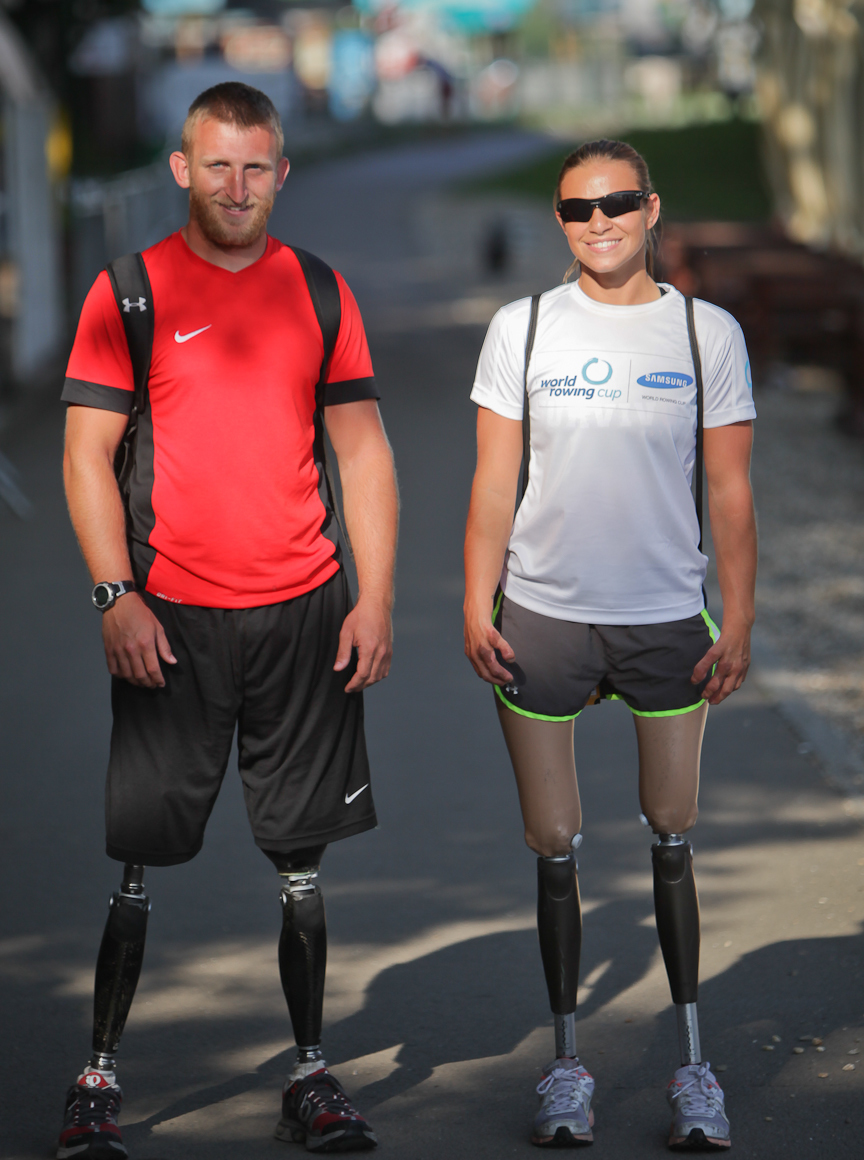
ボート競技でペアを組んだロブ・ジョーンズ（左）とマスターズ（2012年）

2010年にはボート大会「CRASH-B Sprints」に出場し世界記録を樹立する。また、2011年からはロブ・ジョーンズとペアを組み、2012年ロンドンパラリンピックでは混合ダブルスカル種目で銅メダルを獲得する。しかし、翌2013年に韓国で行われた世界ボート選手権で背中を負傷し、これがもとでボート競技からの引退を余儀なくされる。

### 他競技への転向
ボート競技引退から間もなく、怪我からの回復プロセスとして、ボート競技と同じ筋肉グループを使用するスキー競技に転向、2014年ソチパラリンピックではクロスカントリースキーとバイアスロンに出場し、このうちクロスカントリーの12kmで銀メダルを、5kmで銅メダルを獲得する。一方、サマースポーツを追求するため、ノルディックスキーと似たメカニズムを持つハンドサイクルを用いたパラサイクリング競技にも取り組み始め、2016年リオデジャネイロパラリンピックではロードレースで4位、タイムトライアルで5位となる。
2018年平昌パラリンピックでは、クロスカントリーの1.1kmと5kmで金メダル、12kmで銅メダルを、バイアスロンの6kmと12.5kmで銀メダルを獲得。また、閉会式ではアメリカ選手団の旗手を務めた。
2021年の東京パラリンピックには開催100日前に脚の外科手術を行った状態で臨んだが、タイムトライアルとロードレースで金メダルを獲得した。
2022年北京パラリンピック出場前の練習では、大会直前に勃発したロシアのウクライナ侵攻を念頭に、出身地のウクライナの国旗をハート型にかたどったマークをビブスの左胸に付けて臨んだ。大会では、バイアスロンの6km座位、12.5km座位とクロスカントリースキー4x2.5km混合リレーで金メダルを獲得、クロスカントリースキーの15km座位、スプリント座位、7.5km座位と、バイアスロン女子10km座位で銀メダルを獲得した。これで1大会でのメダル獲得数が7個、および冬季パラリンピック通算メダル獲得数が14個となり、いずれも冬季パラリンピックアメリカ代表の最多記録を更新した。
2024年パリパラリンピックでは開会式で聖火を運ぶ一人として参加、競技では、東京パラリンピックと同じくタイムトライアルとロードレースで金メダルを獲得した。

## 受賞
- 2012年 - USRowing（英語版） 女性アスリート・オブ・ザ・イヤー[19]
- 2018年 - Team USA 女性パラリンピックアスリート・オブ・ザ・ゲーム[20]
- 2018年 - FasterSkier パラノルディックスキーヤー・オブ・ザ・イヤー（ブライアン・マッキーバー（英語版）と共同）[21]
- 2018年 - 女性スポーツ財団（英語版） 個人スポーツウーマン・オブ・ザ・イヤー[22]
- 2019年 - Team USA 女性パラリンピックアスリート・オブ・ザ・イヤー[23]
- 2020年 - ローレウス世界スポーツ賞 年間最優秀障害者選手賞[24]